# دارالعلم
دارالعلم نام یکی از مطبوعات استان فارس در دوران قاجاریه است.
این روزنامه از سال ۱۳۲۷ هـ.ق به وسیله عنایت‌الله دستغیب، در شیراز به چاپ رسیده است.